# Hans Löhrl
Hans Löhrl (* 25. Mai 1911 in Stuttgart; † 26. Juni 2001 in Egenhausen, Schwarzwald) war ein deutscher Ornithologe und Verhaltensforscher.

## Leben
Hans Löhrl studierte Biologie und Geologie an der Universität Tübingen. Nach der Promotion an der Universität München mit dem Thema Ökologische und physiologische Studien an einheimischen Muriden und Soriciden war er ehrenamtlicher Mitarbeiter an der Vogelwarte Rossitten und an der süddeutschen Vogelwarte auf der Mettnau bei Radolfzell. Von 1957 bis 1962 leitete er die Staatlichen Vogelschutzwarte für Baden-Württemberg in Ludwigsburg und von 1962 bis 1976 die Vogelwarte Radolfzell des Max-Planck-Instituts für Verhaltensphysiologie. Von 1971 bis 1979 war er Vizepräsident der Deutschen Ornithologen-Gesellschaft (DO-G). Seit 1981 ist er Ehrenmitglied der Deutschen Ornithologen-Gesellschaft (DO-G) und seit 1989 auch der American Ornithologists’ Union (AOU).
Zu Ehren von Hans Löhrl vergibt die Deutsche Ornithologen-Gesellschaft seit 2007 den Hans-Löhrl-Preis.

## Schwerpunkte
Bereits in den 1930er Jahren leistete Löhrl für die Erforschung der Vogelwelt richtungsweisende Pionierarbeit mit Untersuchungen zur Verbreitung des Berglaubsängers, zum Weißstorchbestand und zu den Wanderungen des Graureihers. Sein besonderes Interesse galt der Erforschung und Beobachtung von Kleibern, verschiedenen Meisenarten, des Mauerläufers, der Rauchschwalbe, dem Fliegenschnäpper, dem Halsbandschnäpper und dem Kuckuck. Der nach ihm benannte Löhrl-Effekt beschreibt in der Ornithologie den Zusammenhang zwischen der Größe von Nisthöhlen und der Gelegegröße sowie dem Fortpflanzungserfolg bestimmter Vogelarten.

## Werke
Löhrls wissenschaftliches Werk umfasst neben 11 Büchern 296 wissenschaftliche und 111 populärwissenschaftliche Arbeiten.
- Ökologische und physiologische Studien an einheimischen Muriden und Soriciden. In: Zeitschrift für Säugetierkunde. Band 13, S. 114–160, zugleich: München, Dissertation, 1940
- Der Kleiber (=Die neue Brehm-Bücherei 196). Ziemsen, Wittenberg Lutherstadt 1957; ab der 2. Auflage als Die Kleiber Europas. Ziemsen, Wittenberg Lutherstadt 1967; 3. Auflage, Westarp, Hohenwarsleben 2005, ISBN 3-89432-644-1
- Tiere und wir. Ullstein, Berlin Frankfurt am Main Wien 1968
- So hilft man den Vögeln. Franckh, Stuttgart 1969; 2. Auflage, Franckh, Stuttgart 1971, ISBN 3-440-03614-4
- Nisthöhlen, Kunstnester und ihre Bewohner. DBV-Verlag, Stuttgart 1973, ISBN 3-920220-03-X
- Die Tannenmeise (=Die neue Brehm-Bücherei 472). Ziemsen, Wittenberg Lutherstadt 1974; 3. Auflage, Westarp, Hohenwarsleben 2004, ISBN 3-89432-824-X
- Der Mauerläufer (=Die neue Brehm-Bücherei 498). Ziemsen, Wittenberg Lutherstadt 1976; 2. Auflage, Westarp, Hohenwarsleben 2004, ISBN 3-89432-837-1
- Die Rauchschwalbe (=DBV-Vogelkunde-Bücherei, Band 1). DBV-Verlag, Melsungen 1979, ISBN 3-920220-10-2
- Vögel am Futterplatz. Vogelverhalten im Winter beobachtet. Franckh, Stuttgart 1981, ISBN 3-44005-018-1; 3. Auflage, Franckh, Stuttgart 1988, ISBN 3-440-05841-7
- Vögel in ihrer Welt. Franckh, Stuttgart 1984, ISBN 3-440-05313-X
- Etho-ökologische Untersuchungen an verschiedenen Kleiberarten (Sittidae) (=Bonner zoologische Monographien, Nr. 26). Zoologisches Forschungsinstitut und Museum Alexander Koenig, Bonn 1988, ISBN 3-925382-26-7
- Die Haubenmeise (=Die neue Brehm-Bücherei 609). Ziemsen, Wittenberg Lutherstadt 1991, ISBN 3-7403-0251-8